# Verein von Altertumsfreunden im Rheinlande
Der Verein von Altertumsfreunden im Rheinlande ist ein deutscher Geschichtsverein. Er wurde am 1. Oktober 1841 in Bonn gegründet, um mittelalterliche Kunst, provinzialrömische und urgeschichtliche Funde zu untersuchen. Seit 1842 gibt er die Bonner Jahrbücher heraus. Seit 1864 erwirbt er antike Objekte, die er dem Rheinischen Landesmuseum Bonn zur Verfügung stellt. Der Verein hat zum Stichtag 31. Dezember 2023 629 Mitglieder, mit leicht rückläufiger Tendenz.
Vorsitzender des Vereins ist der Professor für Klassische Archäologie an der Rheinischen Friedrich-Wilhelms-Universität Bonn, Frank Rumscheid.

## Veröffentlichungen
- Jahrbücher des Vereins von Alterthumsfreunden im Rheinlande. IX. Bonn 1846.Digitalisat
- Jahrbücher des Vereins von Alterthumsfreunden im Rheinlande. XIII. Bonn 1848. Internet Archive
- Jahrbücher des Vereins von Alterthumsfreunden im Rheinlande. XV. Bonn 1850. Internet Archive
- Jahrbücher des Vereins von Alterthumsfreunden im Rheinlande. XLI. Bonn 1866. Digitalisat
- Jahrbücher des Vereins von Alterthumsfreunden im Rheinlande. XLVII und XLVIII. Bonn 1869.Digitalisat